# Megan Gale
Megan Gale est une actrice australienne née le 7 août 1975 à Perth.

## Biographie
Elle est née à Perth son père est anglais et sa mère est Maori.
Elle débute comme modèle à Perth à l'âge de 18 ans. En 1999 elle travaille comme modèle en Italie, notamment pour Marie Claire et pour Vogue, pour Gianfranco Ferré et Genny. Elle se retire en janvier 2008 après 15 ans de métier.
En 2011 elle a eu relation avec Shaun Hampson. Le 13 mai 2014 elle donne naissance à son fils, River Alan Thomas Hampson.

## Filmographie
- 2001 : Stregati dalla luna : Viviana / Luna
- 2005 : Furtif : la secrétaire
- 2010 : I Love You Too (en) de Daina Reid : Francesca Moretti
- 2015 : La Promesse d'une vie (The Water Diviner) de Russell Crowe : Fatma
- 2015 : Mad Max: Fury Road : Valkyrie
- 2022 : Trois mille ans à t'attendre (Three Thousands Years of Longing) : Roxelane (Hürrem)